# Anahit (revue littéraire)
Ne doit pas être confondu avec Anahit.
Anahit (ou Anahid, arménien : Անահիտ, en référence à la déesse du paganisme arménien Anahit) est une revue littéraire en langue arménienne fondée à Paris en novembre 1898 par Archag Tchobanian. Elle est publiée en 1898-1911 puis en 1929-1940 et enfin en 1946-1949.

## Historique

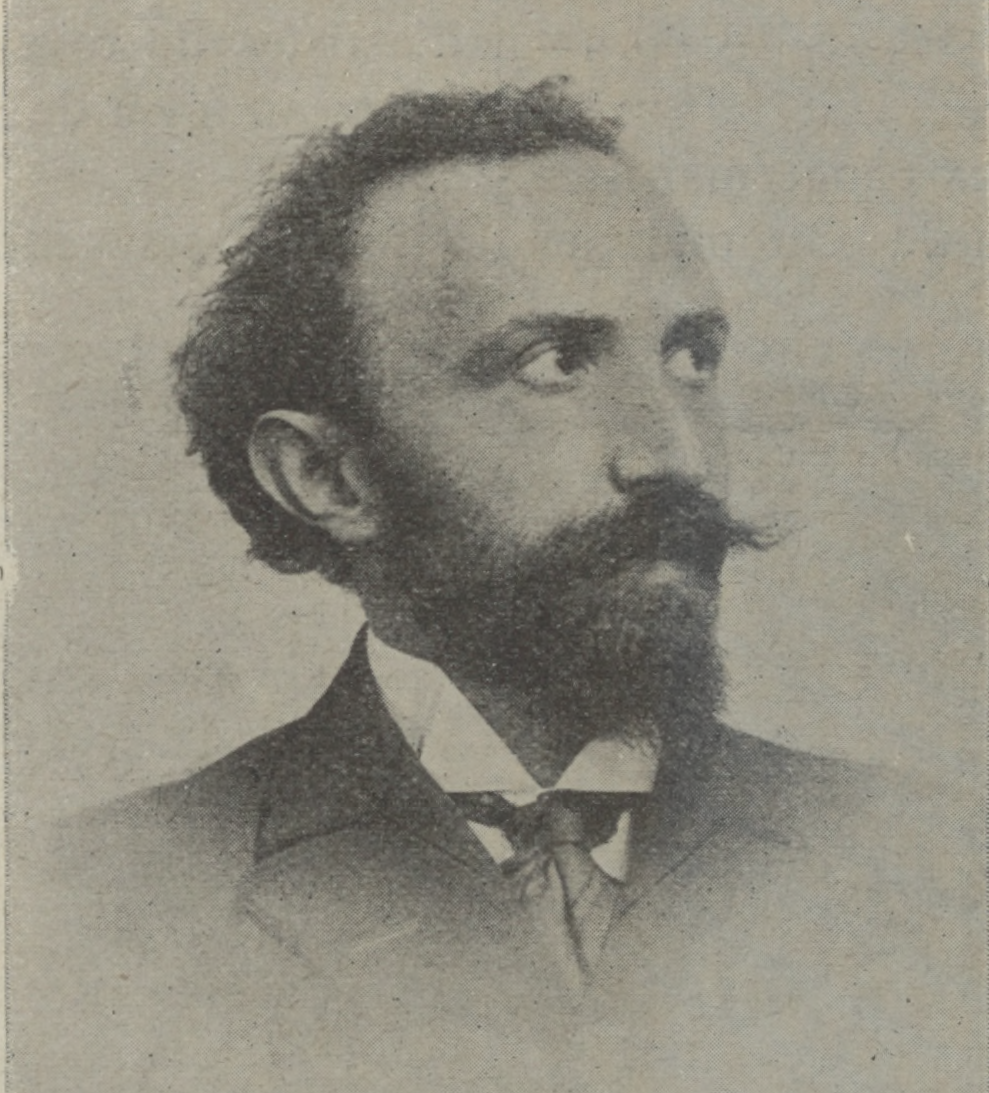
Archag Tchobanian.

Anahit est fondée à Paris en novembre 1898 par Archag Tchobanian. La première série des numéros d'Anahit, en activité jusqu'en décembre 1911, publie la production littéraire d'Archag Tchobanian lui-même ainsi que d'écrivains et intellectuels arméniens exilés en Europe comme Daniel Varoujan, Siamanto, Komitas, etc., faisant de la revue un des rares mensuels de la diaspora arménienne car s'adressant aux Arméniens partout dans le monde, ainsi qu'à ceux de l'Empire ottoman où elle est diffusée clandestinement.
Après une pause de 18 ans, Archag Tchobanian reprend la publication de sa revue le 1er mai 1929. Il publie ses chroniques et notes, des auteurs contemporains, des études sur des écrivains non-arméniens, des traductions en arménien d’œuvres comme le Prométhée enchaîné d'Eschyle, des poèmes de Gabriele D'Annunzio, de Baudelaire, etc.. Parmi les contributeurs, on compte par exemple Harout Gosdantian, Zareh Vorpouni, Hratch Zartarian mais aussi Nigoghos Sarafian, ainsi que des poètes ne résidant pas en France comme Mouchegh Ichkhan, Vahé-Vahian ou Minas Tololian. Comme Guiank yev Arvesd, la revue ne possède cependant pas de comité de rédaction, c'est pourquoi Krikor Beledian préfère la considérer comme un recueil plutôt que comme une revue littéraire.
Archag Tchobanian cesse la publication de sa revue entre fin 1940 et 1946, craignant la censure allemande ainsi que des représailles face aux propos virulents qu'il avait tenus contre le Troisième Reich dans Anahit,. Dans le premier numéro de 1946, il rend hommage à Kégham Atmadjian, Missak Manouchian et Louisa Aslanian, victimes de la guerre, et publie trois des poèmes de cette dernière qu'elle a écrits dans les camps de concentration nazis et qui furent rapportés par Nicole Ritz, camarade de détention. Mais globalement, cette dernière série des Anahit réunit des articles arménologiques assez éloignés de la littérature.
Le dernier numéro d'Anahit paraît en janvier-juin 1949 et Archag Tchobanian meurt 5 ans plus tard.